# Parménide (Platon)
Pour les articles homonymes, voir Parménide (homonymie).
Le Parménide (ou Sur les Formes, genre logique) est un dialogue de Platon. Correspondant à un refus du système philosophique qu’il avait soutenu jusqu’alors, cette œuvre représente un tournant majeur dans la philosophie platonicienne et occidentale en général. L’exposition de Parménide est celle d’une cosmologie antérieure à Platon. Les néo-platoniciens ont toujours considéré le dialogue du Parménide essentiel, parce que Parménide soutenait la thèse de l’unicité de l’être. Les paroles du personnage Parménide ayant été effectivement prononcées par Parménide (à part peut-être certains passages, qui semblent citer Le Poème de ce dernier). Ce texte de Platon présente le mouvement conduisant à la révolution platonicienne : la destruction du système platonicien en faveur d'une philosophie non-dogmatique. Introduisant au centre de sa réflexion philosophique les termes majeurs de l’Être et de la Participation, futures notions centrales de la philosophie occidentales, Platon souhaite opérer une réflexion sur l’origine véritable des objets réels.

## Chronologie selon Athénée de Naucratis
Socrate – même jeune – n’a pas pu rencontrer Parménide contrairement à ce que peut laisser penser le dialogue – qui est avant tout une conversation philosophique fictive entre deux penseurs. Athénée confirme que l’âge de Parménide permet à peine de supposer que le Socrate de Platon ait jamais pu entrer en conversation avec lui, bien loin d'avoir dit de pareilles choses, ou de les avoir entendu dire.

## Personnages du dialogue

### Dans le prologue
- Céphale de Clazomènes
- Adimante
- Glaucon
- Antiphon

### Dans le dialogue
- Socrate,
- Pythodore,
- Zénon,
- Parménide,
- Aristote : appelé « jeune Aristote », ce personnage n’a aucun lien de parenté avec Aristote de Stagire, né près de quinze ans après la mort de Socrate) ; ce « jeune Aristote » du Parménide deviendra l’un des Trente et l’un des Quatre-Cents lors de la courte tyrannie qui suivit la défaite d’Athènes contre Sparte au terme de la guerre du Péloponnèse[2].

## Résumé
Platon commence par l’introduction d’une nouvelle sphère dans le réel : le monde des Formes intelligibles. Platon appelle « sensible » ce qui, de façon opposé au monde intelligible, ne conserve jamais ni la même qualité, ni la même quantité, ce qui est dans un flux, dans un changement perpétuel. Exemple : Si on imagine un arbre en fermant les yeux, ce n’est pas « un » arbre que nous voyons, il n’a pas d’existence sensible, on ne peut le toucher, cet arbre est seulement intellectuel et appartient donc au monde intelligible. Platon utilise un terme spécifique pour désigner le « ce que c’est d’être un arbre » : l’arboréité. Cette sorte de construction linguistique est possible avec tous les objets issus d’une Forme intelligible (cuillerité, bleuité, lourdité, etc.).
Pour Platon, le monde sensible tire sa réalité de ces Formes intelligibles. Sans elles, point de connaissances sur le réel et même, point de réel. Cette opinion, Platon nous dit la tirer d'une constatation empirique : « La répétition d’occurrences dans des objets sensibles différents ». Par exemple, le ciel peut être dit « bleu » et la mer peut l’être aussi, cependant, il se demande s’il s’agit de la même qualité. Pour Platon, ce sont les Formes qui insufflent leur réalité aux choses. Sans la Forme de la Bleuité, on ne pourrait pas remarquer la répétition de ces occurrences ; les Formes sont ce qui permet d’utiliser le terme Bleu pour des objets sensibles différents. Le constat d’une répétition de certaines qualités empiriques dans des objets différents amène Platon à soutenir l’existence autonome et indépendante du monde intelligible sur le monde sensible. Partant de sa théorie des Formes établie, Platon questionne Parménide afin de chercher à comprendre comment les Formes intelligibles peuvent participer aux choses Sensibles.
Dans le Parménide, l'Un est le principe d'unité sous-jacent à la multiplicité des Idées et des phénomènes. Platon envisage trois hypothèses :
- Hypothèse 1. L'Un, c'est l'Un, il échappe à l'être et à la connaissance comme à la parole[3]. L'Un absolu, qui ne participe pas à la substance des choses, a particulièrement fasciné les néoplatoniciens.
- Hypothèse 2. L'Un, il est, c'est l'être[4], il est donc multiple, il accepte tous les contraires, mais il est connaissable et on peut tout en dire.
- Hypothèse 3. L'Un est et n'est pas[5], il change, il est instant.

Dans son Parménide, dans une première hypothèse, Platon présente un Un qui est supérieur à toute distinction, à toute attribution, de sorte qu'on ne peut même pas dire qu'il existe. Dans une deuxième hypothèse, il montre un Un qui est pure multiplicité, puisque c'est un Un qui est, et qu'il faut admettre qu'entre l'Idée d'Un et l'idée d'être il y a une communication et, s'il y a une pareille communication, il faut encore une communication entre cette communication et chacune des deux Idées, ainsi à l'infini. Platon nie chacune de ces deux hypothèses, il pose l'idée d'une unité qui est unité de multiplicités, ce qui justifie sa théorie des Idées, car une Idée, une Forme, est une totalité qui englobe des particularités. C'est alors l'Un-Multiple. Chez les philosophes néoplatoniciens, la théologie devient complexe, surtout avec Syrianos et Proclos. Selon Proclos, Syrianos a été le seul à découvrir le principe de l'interprétation de Parménide de Platon, selon lequel tout ce qui est nié dans la première hypothèse est affirmé dans la deuxième et détermine les ordres divins qui procèdent de l'Un. Dans la première hypothèse, l'Un est affirmé, dans la seconde les dieux subordonnés à l'Un. Il aurait décomposé la seconde hypothèse du Parménide de Platon en quatorze parties correspondant à la procession de tous les degrés de l'être : les trois triades des dieux intelligibles (= l'être), les trois triades des dieux intelligibles-intellectifs (= la vie), les deux triades des dieux intellectifs – dérivé d'intellect – la septième divinité (= la séparation des dieux supérieurs avec les dieux du monde) ; les dieux hypercosmiques (= les chefs), les dieux hypercosmiques-encosmiques (= les dieux détachés du monde), les dieux encosmiques (= les dieux célestes et sublunaires), les âmes universelles, les êtres supérieurs (anges, démons et héros). Dans son Commentaire sur le Timée, Proclos admet neuf niveaux de réalité : Un, être, vie, esprit, raison, animaux, plantes, êtres animés, matière première. Il pose une hiérarchie des dieux en neuf degrés : 1) l'Un, premier dieu ; 2) les hénades ; 3) les dieux intelligibles ; 4) les dieux intelligibles-intellectifs ; 5) les dieux intellectifs ; 6) les dieux hypercosmiques ; 7) les dieux encosmiques ; 8) les âmes universelles ; 9) les anges, démons, héros.

## Organisation
Le texte se compose de deux parties :
- Une critique de la Théorie des formes, dans laquelle Parménide montre à Socrate que si les Formes existent, d’une part il est impossible que les êtres d’ici-bas les connaissent telles qu’elles existent vraiment ; d’autre part le problème de l’accès à ces Formes est aussi soulevé.

Résolution des apories
Les apories sont résolues pratiquant la dialectique comme la seconde partie va en donner l’exemple :
Socrate : « De quelle façon Parménide faut-il s’entraîner ?
– En faisant précisément ce que tu as entendu Zénon faire. Sous la réserve toutefois de ce que tu lui as dit et qui m’a ravi, à savoir (…) l’appliquer [aux Idées] ».
- La seconde partie représente les deux tiers du dialogue. Elle comporte huit ou neuf séries de déductions qui à chaque fois, sous un angle nouveau, examinent l’hypothèse « si L'Un est… ». Parménide énonce les conséquences positives et négatives qui découlent pour L'Un, et pour les autres choses, de l’hypothèse précitée ainsi que de sa négation.

### Les thèses relatives à l’être
Selon la série de déductions dans laquelle on se situe, L'Un (ou les autres choses) vont pouvoir ou non recevoir un des contraires des couples suivants :
- Être/Néant : "s'il est", "s'il n'est pas" (136 a).
- Repos/Mouvement : "il peut être en repos ou en mouvement" (138 b).
- Identité/Différence : "il ne sera ni identique… ni non plus différent" (139 b).
- Ressemblance/Dissemblance : "ni semblable ni non plus dissemblable" (139 e).
- Égalité/Inégalité : "ni égal ni inégal" (140 b).
- Vieillesse/Jeunesse (le Temps) : "plus vieux, plus jeune ou du même âge" (140 d).
- Absolu/Relativité : "participer à l'être", "ni nom ni définition", "ni science ni sensation ni opinion" (141e).
- Fini/Infini en nombre : "un", "couple de deux", "trois éléments" (143 c-d-e).
- Un/Multiple : "sa fragmentation" (144 b).
- Divisible/Indivisible : "des limites" (145 a)[9].
- En contact/Sans contact : "en contact avec lui-même", "en contact avec les autres choses" (148 e).
- Grand/Petit (la Dimension) : "deux espèces, la grandeur et la petitesse" (149 e).

### Les neuf hypothèses
Les neuf hypothèses successivement examinées sont :
- Thèse positive : L’Un est εἰ ἓν ἐστιν[10].

Hypothèse 1 : L’Un en tant qu'un ; l'Un, c'est l'Un.
Conséquences : Il n’est ni tout ni parties, ni droit ni circulaire – il est sans figure – ni en soi-même ni en autre chose – il n’est pas dans l’espace – ni en repos, ni en mouvement (deuxièmes catégories : Repos/mouvement), ni identique ni différent (troisièmes catégories : Identité/Différence), ni semblable ni dissemblable (quatrièmes catégories : ressemblance/dissemblance), ni égal ni inégal (cinquièmes catégories : égalité/inégalité), ni plus vieux ni plus jeune, et n’est pas dans le temps ; (sixième catégorie : Temps), il échappe à l’être et à la connaissance [septièmes catégories : existence pour soi/existence pour l’autre].
Hypothèse 2 l'Un est ; l'Un, il est.
Conséquences : Il est un tout [huitième catégorie : Nombre] et il se dédouble en une infinité de parties [neuvièmes catégories : L’Un/Le Multiple], il a configuration (dixièmes catégories : limites et figure), il est à la fois en lui-même et en autre chose (il est dans l’espace), et en mouvement et en repos, identique et différent, semblable et dissemblable, contigu et non contigu, égal et inégal, il est dans le temps, connaissable.
Hypothèse 3 : L’Un est et n’est pas, il change, et ce dans l’instantanéité.
Hypothèse 4 : Si l’Un est, les autres choses sont les parties d'un tout.
Hypothèse 5 : L’Un est et les autres choses n’en sont pas des parties, ne sont ni un ni plusieurs, et ne peuvent recevoir aucun attribut.
- Thèse négative : L’Un n’est pas (εἰ δὲ δὴ μὴ ἔστι τὸ ἒν[17])

Hypothèse 6 : L’Un n’est pas, mais il est pensable, sujet de toutes les relations ; et il possède l’Être et le non-Être impliqués dans le relatif, le mouvement et le repos y sont contenus éminemment sous tous leurs aspects.
Hypothèse 7 : L’Un n’est pas absolument, il n’est sujet d’aucune détermination, il n'est pas même pensable.
Hypothèse 8 : L’Un n’est pas et les autres choses peuvent être déterminées par leur altérité réciproque
Hypothèse 9 : L’Un n’est pas absolument et les autres choses n'ont aucune détermination possible, ni l’être ni l’apparence.
Ces hypothèses font système. Il y a opposition entre 1 et 7, 2 et 6, 4 et 8, 5 et 9.
L’hypothèse 3 est la seule qui n’a pas de contraire.
L’instant est une articulation qui permet de passer du repos au mouvement et inversement. Par opposition au maintenant, qui se trouve dans le temps, où il équivaut au présent, où l’on cesse de devenir pour être, l’instant se trouve dans le temps où il équivaut au présent ; l’instant est regardé comme hors du temps.

## Notice de Métaphysique
Naît tout ce qui reçoit l’être, ou prend part à l’être. L’Un reçoit l’être – autrement dit prend part à l’être – lorsqu’il naît ; et se défaire de l’être, c’est périr. Le terme pour désigner la participation platonicienne est metexis, auquel correspond le verbe μετέχειν (metekhein). Ce sont ces termes que l’on trouve dans la première partie du Parménide, où les interlocuteurs du dialogue s’avouent incapables d’en rendre compte. L’autre texte important sur cette question est dans le Phédon, où Socrate dit « rien d’autre ne rend cette chose belle sinon le beau, qu’il y ait de sa part présence (parousie), ou communauté (koinônia), ou encore qu’il survienne – peu importe par quelles voies et de quelle manière, car je ne suis pas encore en état d’en décider ; mais sur ce point-là, oui : que c’est par le beau que toutes les belles choses deviennent belles ». Ceci montre combien la terminologie n’est pas fixe chez Platon sur cette question, qui affirme d’ailleurs explicitement que cela n’a pas d’importance. Aristote ne se satisfera pas de ce flou, et reprochera à Platon de n’utiliser qu’une métaphore poétique sans jamais définir clairement ce qu’elle est censée signifier. Dans ses tentatives d’explicitation, il parle parfois de mélange (μίξις/mixis) .

## Postérité
L’influence de ce dialogue est considérable ; on peut dire qu’il est la source de toute la métaphysique occidentale. Chaque embranchement de l’analyse de L’Un a donné lieu à une philosophie (néo-platonisme, idéalisme de Berkeley, etc.).
L’historien de la philosophie Lambros Couloubaritsis écrit : « le Parménide, que l'on peut considérer comme la première œuvre où s'institue la métaphysique comme genre essentiel de la pratique philosophique, est sinon l'ouvrage le plus fondamental de la pensée européenne, du moins celui qui, en formant progressivement le "platonisme“ sous toutes ses formes (en particulier comme "platonisme moyen" et comme "néoplatonisme"), en orienta la destinée ».

#### Éditions
- Texte grec et traduction de Victor Cousin, en ligne, Hodoi Elektronikai
- Platon, Œuvres complètes, VIII, 1, Parménide, texte établi et traduit par Auguste Diès, Les Belles Lettres, Paris 1923.
- Platon, Parménide, traduit et annoté par Joseph Moreau (in Platon, Œuvres complètes, II, Gallimard, Paris 1950).
- Parménide, traduction et présentation par Luc Brisson, GF, Paris, 2de édition, 1999.
- Plato's Parmenides, traduction, introduction et commentaire par Samuel Scolnicov, University of California Press, Los Angeles, 2003.
- Parmenides, traduction Mary Louise Gill et Paul Ryan, Hackett, Indianapolis, 1996.
- Platon, Parménide traduit par Pierre Albert-Birot, gravures originales de Serge Poliakoff imprimées par Jean Signovert, La rose des vents, Paris 1964.

#### Commentaires
- Procli commentarium in Platonis Parmenidem,
- Proclos, Commentary on Plato’s Parmenides, trad. Glenn R. Morrow et John M. Dillon, Princeton University Press, 1987. [en anglais, traduction française en cours]
- Damascios, Commentaire du Parménide de Platon, L.-G. Westerink (éd.), Joseph Combès (trad.), CUF, Les Belles Lettres, Paris 2002 [2e éd.].

#### Études
- Gabrièle Wersinger Taylor, « Le Parménide de Platon : une cosmologie sans kosmos ? », Études platoniciennes, no 15,‎ 2019 (lire en ligne)
- (en) Luc Brisson, Arnaud Macé, Olivier Renaut (eds.), Plato's "Parmenides". Selected Papers of the Twelfth Symposium Platonicum, Academia Verlag, Baden-Baden 2022  (ISBN 978-3-9857202-0-0)
- Jean Wahl, Études sur le Parménide de Platon, Paris, 1926, Vrin (1951),
- Francis Cornford, Plato and Parmenides, International Library of Philosophy, Routledge, London, 1939 [réimp. 2001].